# Zuszyce
Zuszyce (ukr. Зушиці) – wieś na Ukrainie w rejonie lwowskim (wcześniej w rejonie gródeckim) obwodu lwowskiego.

## Historia
Dawniej wieś w powiecie gródeckim.

## Urodzeni
- Zbigniew Bobak